# 大湖口公學校
大湖口公學校，是一座曾經存在於臺灣新竹縣湖口鄉的公學校。現其遺址已登錄新竹縣歷史建築。

## 沿革
大湖口公學校創建於明治40年（1907年）5月20日，曾是湖口地區、新豐地區唯一的一座公學校。該單位後在大正7年（1918年）4月13日改稱「中崙公學校」，並新設立大湖口分教場與新庄子分教場。不過後於大正10年（1921年）4月24日，兩座分教場則各自獨立為「湖口公學校（今湖口國民小學）」與「紅毛公學校（今新豐國民小學）」。
原本的中崙公學校隨後曾作為湖口公學校中崙分教場使用，最後於昭和10年（1935年）廢校後，曾於昭和12年（1937年）舉辦「大湖口公學校之跡」紀念碑除幕式作為紀念。
由於校舍未妥善保存而倒塌。僅存的門柱後來於當地仕紳陳森茂請願下獲得保留，以捐資購買原校47坪土地，並將此地捐給政府後保存。目前大湖口公學校門柱及紀念碑周圍所在地已開闢為紀念公園。

## 建築設計
大湖口公學校遺跡目前僅存門柱和一座於昭和11年（1936年）5月20日因應湖口公學校創立三十年祝賀式，由校友所設立之「大湖口公學校之跡」紀念碑，該紀念碑材質為花崗岩，並刻有創校建立歷史沿革，目前為無人使用狀態。